# Feliks Jeziorański

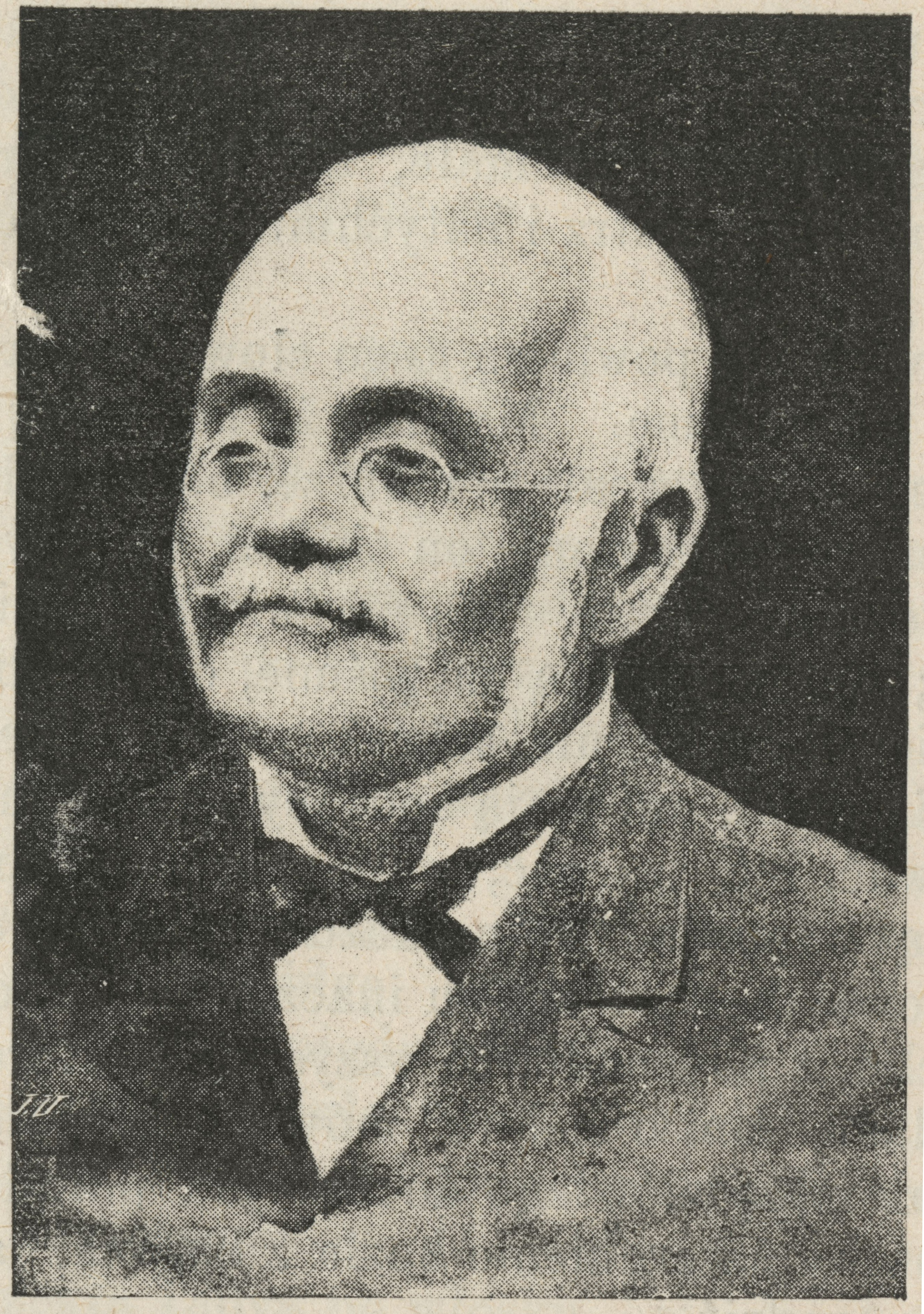
Feliks Jeziorański

Feliks Jeziorański (ur. 21 maja 1820, wieś Dąbrówka, powiat siedlecki, zm. 19 stycznia 1896, Warszawa) – prawnik.

## Pochodzenie
Pochodził z rodziny żydowskich uszlacheconych frankistów – neofitów. Syn Michała Jeziorańskiego i Karoliny z Wołowskich. 

## Życiorys
W 1837 ukończył gimnazjum i kurs prawniczy w Warszawie, po czym rozpoczął aplikację w warszawskim Trybunale Cywilnym. W 1842 zdał egzamin sądowy i otrzymał nominację na stanowisko podpisarza w sądzie piotrkowskim; w 1845 awansował na pisarza, 1847 na asesora. W 1850 został asesorem Trybunału Cywilnego w Kaliszu, od 1857 sędzia tamże, 1862 prokurator królewski w Kaliszu. W 1867 przeniesiony na stanowisko prokuratora królewskiego w Łomży. Specjalizował się w dziedzinie stosowania prawa oraz nauce prawa hipotecznego. W 1868 został sędzią Sądu Apelacyjnego w Kaliszu, potem w Warszawie, 1875 mianowany radcą stanu; rok później emerytowany.
Był autorem wielu publikacji prawniczych, także książkowych. Współpracował z periodykami, m.in. "Biblioteką Warszawską", "Ekonomistą", "Przegladem Sądowym" i "Gazetą Sądową Warszawską" (gdzie od 3 września 1881 do 1889 pełnił funkcję redaktora odpowiedzialnego). Był redaktorem działu prawnego i autorem haseł w Wielkiej Encyklopedii Powszechnej Ilustrowanej (od 1890).
Niektóre prace:
- Kurs Kodexu Cywilnego Królestwa Polskiego z 1825[4][5](1868)
- O prawie stron do pojednania się w przestępstwach prywatno-publicznych[6] (1870)
- O utracie prawa do pozyskania i utracie dobrodziejstwa inwentarza (1870)
- O znaczeniu kontraktów pozahipotecznych w sprzedażach nieruchomości(1876)
- O obronie praktyki sądowej (1886)
- Podręcznik dla sądów pokoju Królestwa Polskiego[7] (1878, redaktor)
- Zbiór praw, postanowień i rozporządzeń sądu (cztery tomy, 1879)
- O hipotekach włościańskich (1881)
- Prawo o przywilejach i hypotekach z roku 1825[8] (1881)
- Projekt instrukcji dodatkowej dla zwierzchności hypotecznych Królestwa Polskiego[9] (1888)

Niezależnie od pracy zawodowej prowadził przez wiele lat badania nad nauczaniem początkowym, czego efektem był podręcznik Poglądowa metoda nauki czytania, prowadzona jednocześnie z nauką pisania i początkowych rachunków (1894).